# Boyka : Un seul deviendra invincible
Série
Un seul deviendra invincible : Rédemption
(2010)
Pour plus de détails, voir Fiche technique et Distribution.
Boyka : Un seul deviendra invincible ou Invincible 4: La légende au Québec (Boyka: Undisputed IV) est un film bulgaro-américain réalisé par Todor Chapkanov, sorti directement en vidéo en 2017.
Il fait suite à  Un seul deviendra invincible : Rédemption, sorti en 2010.

## Synopsis
Quelques mois après ses combats en Géorgie, Yuri Boyka est désormais un homme libre. Cependant, il tue accidentellement Viktor, son adversaire, lors d'un combat à Kiev. Il apprend ensuite que la veuve de celui-ci, Alma, est désormais esclave de la mafia russe pour rembourser les dettes de mari décédé. Yuri décide alors de livrer une série de combats pour lui venir en aide.

## Fiche technique
Sauf indication contraire, les informations mentionnées dans cette section peuvent être confirmées par la base de données cinématographiques IMDb,  présente dans la section « Liens externes ».
- Titre original : Boyka: Undisputed IV
- Titre français : Boyka : Un seul deviendra invincible[2]
- Réalisation : Todor Chapkanov
- Scénario : David N. White, d'après une histoire de Boaz Davidson
- Musique : Stephen Edwards
- Décors : Valentina Mladenova et Orlin Grozdanov
- Photographie : Ivan Vatsov
- Son : Ivaylo Natzev, Kris Casavant, Ryan Nowak
- Montage : Irit Raz
- Production : Boaz Davidson, Isaac Florentine, Mark Gill, John Thompson et Les Weldon

Production exécutive : Valentin Dimitrov
Production déléguée : Christa Campbell, Avi Lerner, Vincent Cheng, Lati Grobman, Trevor Short et Olivier Sonnier
Coproduction déléguée : Lonnie Ramati
- Sociétés de production[3] : Nu Boyana Viburno (Bulgarie) ; Millenium Films (États-Unis)
- Société de distribution :
  - États-Unis : Universal Pictures Home Entertainment (DVD / Blu-Ray)
  - France : Metropolitan Filmexport (DVD / Blu-Ray)
- Budget : n/a
- Pays d'origine :  Bulgarie,  États-Unis
- Langue originale : n/a
- Format[4] : couleur - 1,85:1 (Panavision)
- Genre : action, policier, thriller, drame, arts martiaux
- Durée : 86 minutes
- Dates de sortie[5] :
  - États-Unis : 22 septembre 2016 (Fantastic Fest) ; 1er août 2017 (sortie directement en DVD et Blu-ray)
  - France : 5 août 2017 (sortie directement en DVD et Blu-ray)[6]
  - Bulgarie : 3 novembre 2017 (Festival du film indépendant de Sofia)
- Classification[7] :
  -  États-Unis : Interdit aux moins de 17 ans (certificat #50284) (R – Restricted) [Note 1]
  -  France : Tous publics avec avertissement[6]

## Distribution
- Scott Adkins (VF : Boris Rehlinger ; VQ : Patrick Chouinard) : Yuri Boyka
- Teodora Duhovnikova (VF : Claire Guyot ; VQ : Camille Cyr-Desmarais) : Alma
- Martyn Ford : Koshmar
- Brahim Achabbakhe (VF : Jean-Marc Charrier) : Igor Kazmir
- Paul Chahidi (VF : Philippe Peythieu ; VQ : Yves Soutière) : Kiril
- Petio Petkov (VF : Vincent Ropion) : Dominik
- Emilien De Falco : Viktor
- Alon Aboutboul (VF : Frédéric van den Driessche ; VQ : Guy Nadon) : Zourab
- Julian Vergov : Slava
- Valentin Ganev : Warden Markov

 Source et légende : version française (VF) sur RS Doublage et selon le carton du doublage français télévisuel.

## Production
La rentabilité du précédent opus, Un seul deviendra invincible : Rédemption, est fortement affectée par les téléchargements illégaux. Cela retarde ainsi la production du quatrième volet de la franchise.
Isaac Florentine, réalisateur des deux précédents films de la série, devait revenir pour ce quatrième film. À la suite du décès de sa femme, il se retire de la réalisation mais demeure producteur.
Le tournage a lieu en Bulgarie, notamment dans les Nu Boyana Film Studios.

## Distinctions
En 2017, Boyka : Un seul deviendra invincible  a été sélectionné 2 fois dans diverses catégories et a remporté 2 récompenses.

### Récompenses
- Semaine internationale du film d'action Jackie Chan 2017 :
  - Prix du jury du Meilleur acteur de film d'action décerné à Scott Adkins,
  - Meilleur combat.